# Кундряк (Стерлібашевський район)
Кундря́к (рос. Кундряк, башк. Күндерәк) — село у складі Стерлібашевського району Башкортостану, Росія. Адміністративний центр Кундряцької сільської ради.
Населення — 321 особа (2010; 374 в 2002).
Національний склад:
- башкири — 57%
- татари — 27%